# Alsbäck
Alsbäck är en bebyggelse vid västra stranden av Gullmarn i Lyse socken i Lysekils kommun. Mellan 2015 och 2020 avgränsade Statistiska centralbyrån (SCB) här en småort.